# Dżafna (dystrykt)
Dystrykt Dżafna (syng. යාපනය දිස්ත්‍රික්කය, Yāpanaya distrikkaya, tamil. யாழ்ப்பாணம் மாவட்டம, Yāḻppāṇam māvaṭṭam; ang. Jaffna District) – jeden z 25 dystryktów Sri Lanki położony w północnej części Prowincji Północnej.  
Stolicą jest miasto Dżafna, zamieszkane przez 88 138 mieszkańców (2012). Administracyjnie dystrykt dzieli się na piętnaście wydzielonych sekretariatów, z których największym pod względem powierzchni jest Walikamam Negenahira a najbardziej zaludnionym jest Dżafna.

## Geografia
Większą część obszaru dystryktu zajmuje półwysep Dżafna. Dzieli się na regiony geograficzne: Tenmaraćći, Wadamaraćći, Walikamam i wyspy.

## Ludność
W 2012 roku populacja dystryktu wynosiła 558 378 osób. Dystrykt zamieszkany jest praktycznie tylko przez Tamilów, którzy stanowią 99,03% populacji
Największą grupą religijną stanowią wyznawcy hinduizmu, 82,95%, dalej katolicy 16,14% i wyznawcy islamu 0,42% i buddyzmu 0,43%.

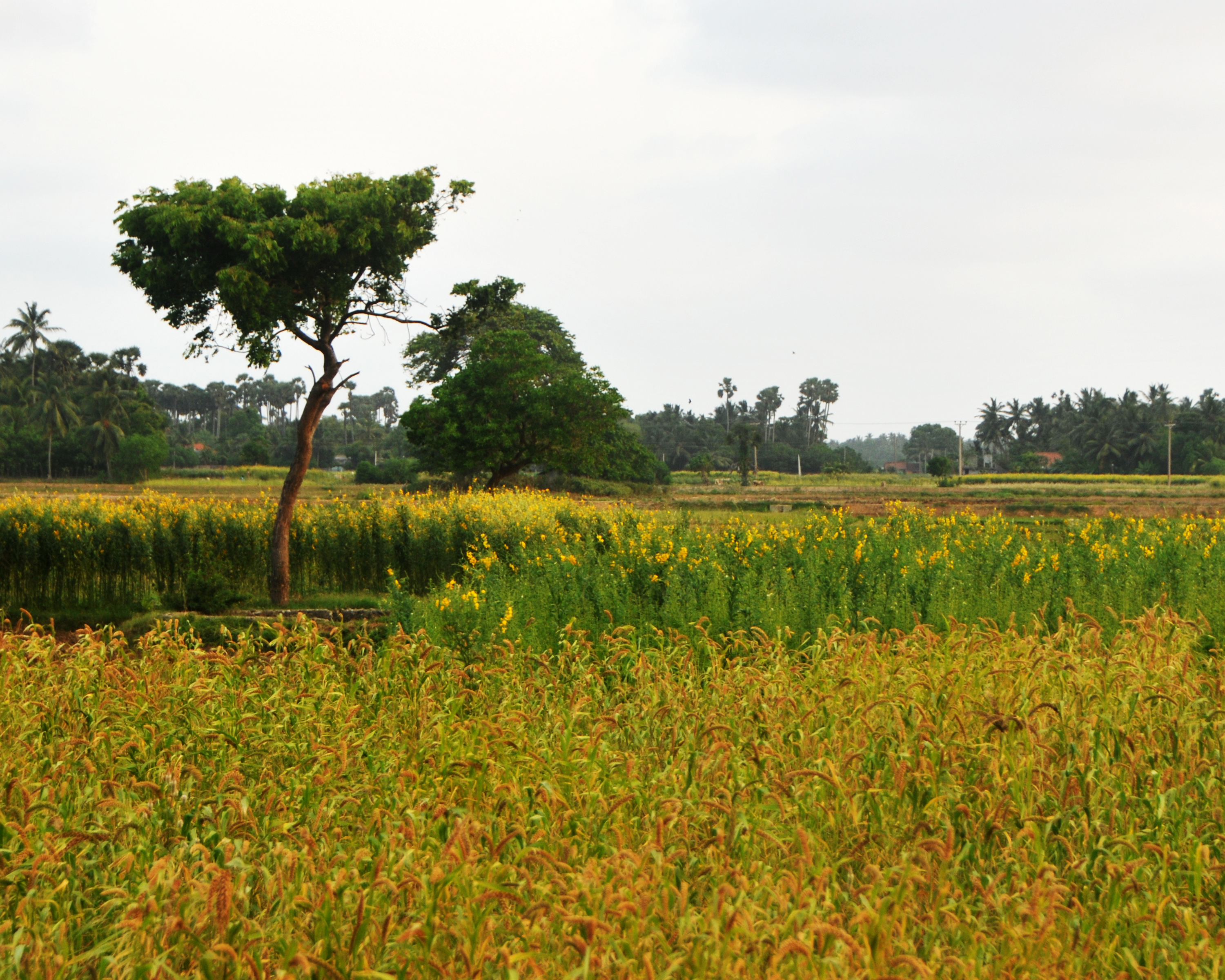
Farma w Kandarodaj

## Historia
Od piątego wieku p.n.e. do trzynastego n.e obszar był pod władaniem Królestwa Radźarata a potem aż do czasów kolonialnych podlegał Królestwu Dżafna. Następnie rządzili tym terenem Portugalczycy, Holendrzy i Anglicy, którzy w 1815 roku przejęli kontrolę nad całym Cejlonem. Podzielenie na rejony etniczne całej wyspy poskutkowało utworzeniem w 1833 roku Prowincji Północnej, w składzie której rejon pozostał po odzyskaniu niepodległości. W 1978 z części terytorium Dżafny wydzielono dystrykt Mullajttiwu a w 1984 Kilinoćći.
Podczas wojny domowej dystrykt był pod kontrolą Tamilskich Tygrysów aż do 2008 roku, kiedy wojska rządowe odzyskały nad nim władzę.

## Turystyka
Na terenie dystryktu znajduje się kilka godnych uwagi atrakcji turystycznych:
- Świątynia Nallur Kandaswamy[3] – hinduski mandir położony w mieście Nallur. Poświęcony bogowi Karttikeja. Zbudowany w X wieku.

- Świątynia Nagadipa Purana Wiharaja[4] – buddyjska świątynia położona w mieście Dżafna. Według legendy Budda Siakjamuni odwiedził to miejsce po osiągnięciu oświecenia aby rozstrzygnąć spór pomiędzy dwoma zwaśnionymi królami naga.

- Świątynia Nagapuśani Amman Kowil[5] – hinduski Mandir położony na wyspie Nainativu. Bezdzietne pary przybywają do tej świątyni prosząc o błogosławieństwo. Natomiast szczęśliwi rodzice przychodzą tu z nowo narodzonymi dziećmi aby zaświadczyć o mocy sprawczej Bogini.

- Zbudowany przez Portugalczyków w 1618 roku fort wojskowy w Dżafna[6]. Do 1948 roku stacjonował tu brytyjski garnizon wojskowy.

- Neduntiwu – wyspa w cieśninie Palk[7]. Żyją tu dziko kuce sprowadzone podczas holenderskiego panowania.

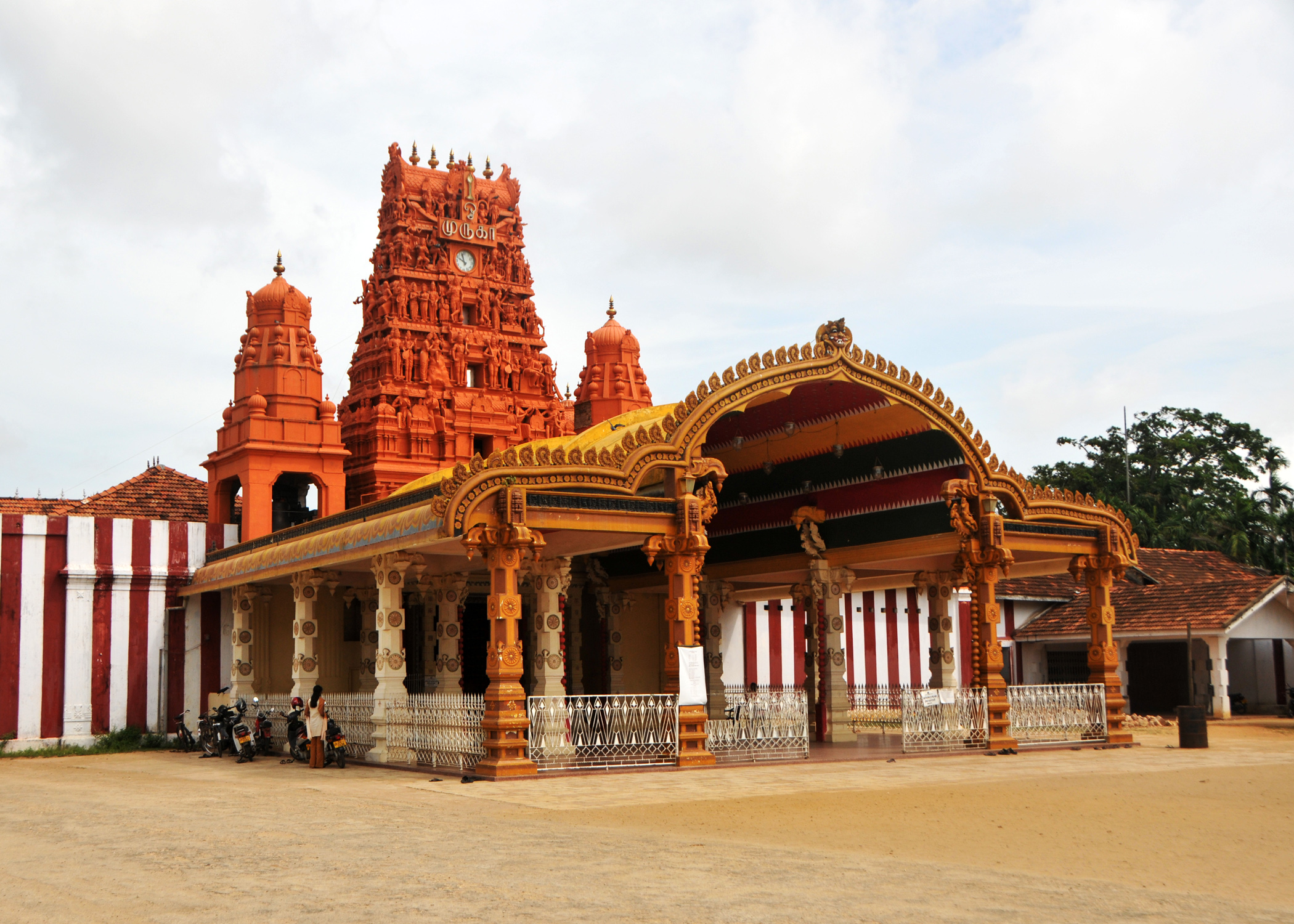
Wejście do świątyni Kandasamy
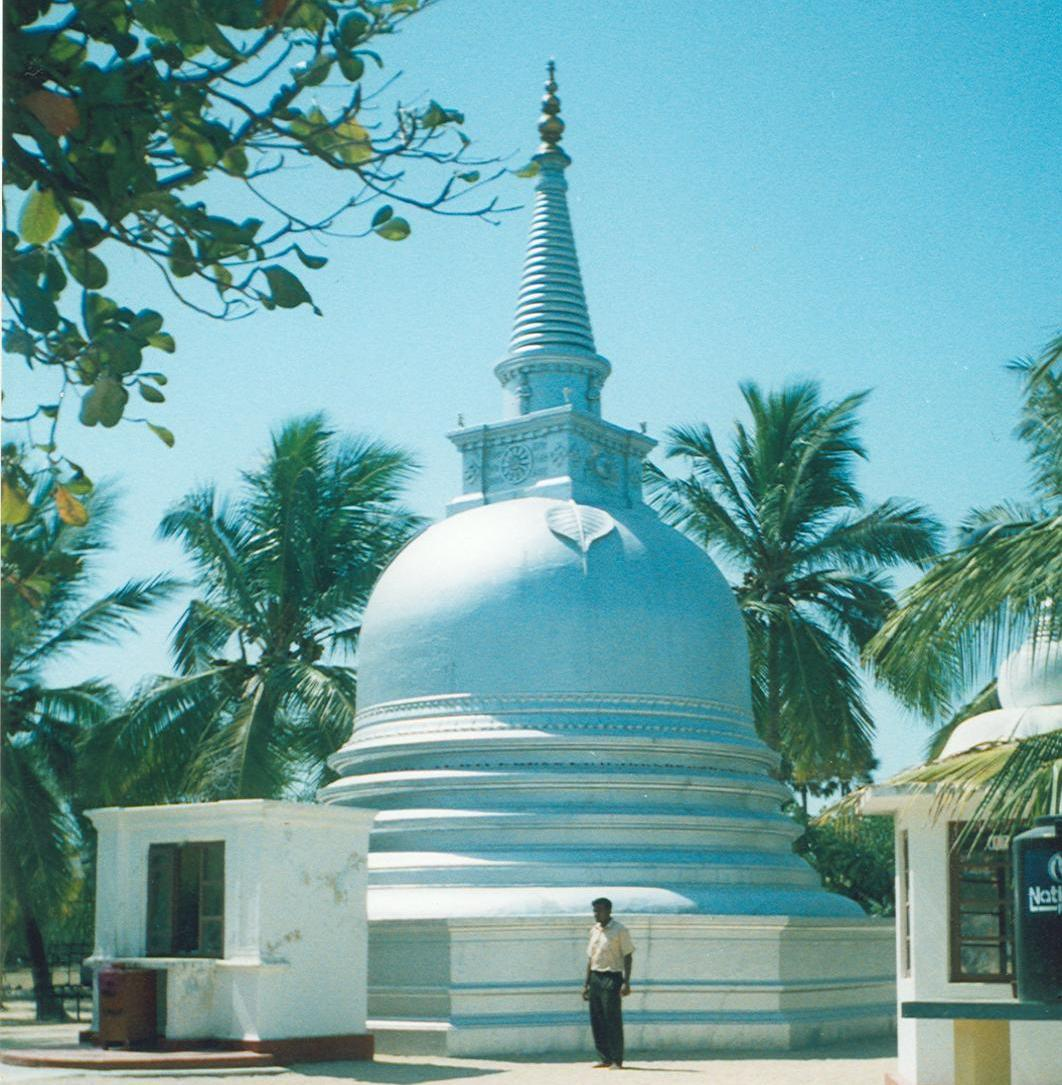
Świątynia Nagadipa Purana Wiharaja
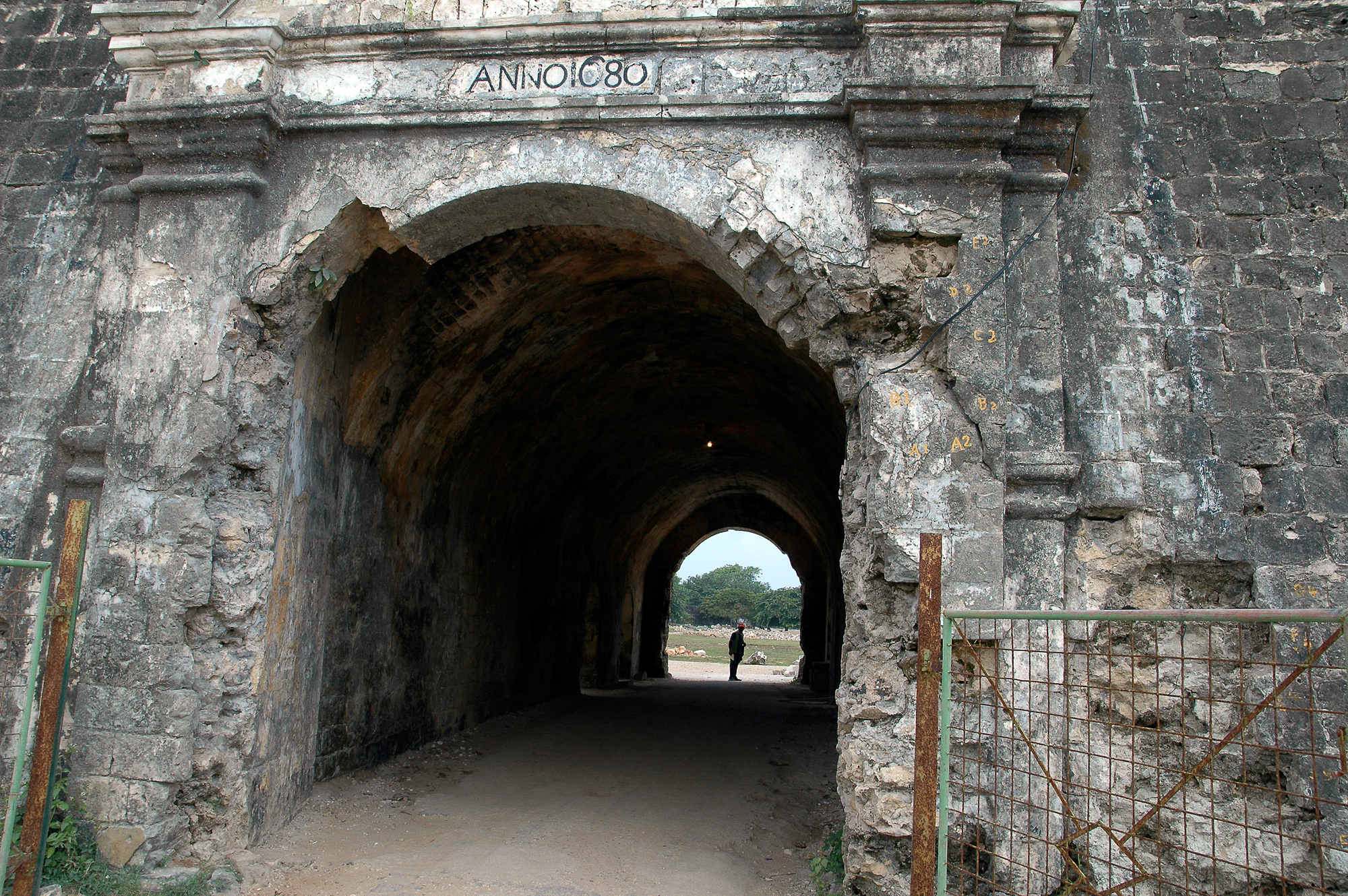
Fort wojskowy
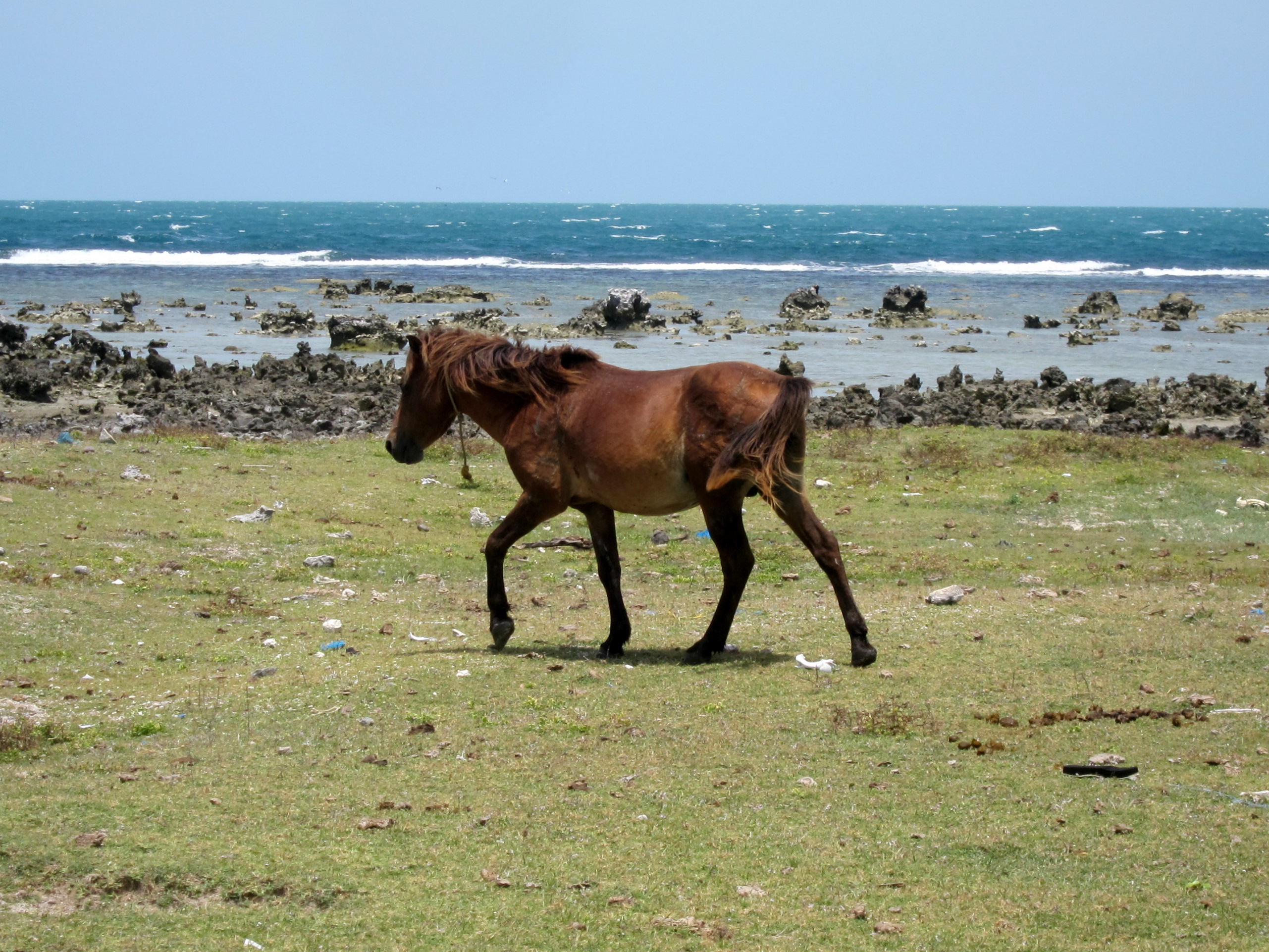
Wyspa Neduntiwu